# José Pessoa
José Pessoa Cavalcanti de Albuquerque, conhecido como marechal José Pessoa, (Cabaceiras, 12 de setembro de 1885 — Rio de Janeiro, 16 de agosto de 1959) foi um militar brasileiro.
Filho de Cândido Clementino Cavalcanti de Albuquerque e de Maria Pessoa Cavalcanti de Albuquerque, era sobrinho de Epitácio Pessoa, presidente da República de 1919 a 1922, e irmão de João Pessoa, cujo assassinato foi um dos estopins para o Movimento de 1930 que pôs fim à República Velha.

## Início da vida militar (1903-1917)
Assentou praça em 1903, no 2º Batalhão de Infantaria em Recife, seguindo depois para a Escola Preparatória e de Tática em Realengo (Rio de Janeiro). Transferiu-se em 1909 para a Escola de Guerra em Porto Alegre, de onde saiu aspirante-a-oficial. Esteve à disposição do Ministério da Justiça, comandando a Brigada Policial do Distrito Federal do Brasil, atual Polícia Militar do Estado do Rio de Janeiro, por duas ocasiões: entre 1910 e 1914, e 1919 e 1924, período em que dá início à reformas que redundaram na criação da Escola Profissional, hoje Academia de Polícia Militar Dom João VI. Foi ajudante de ordens e assistente do comando da divisão de operações enviada a Mato Grosso para pacificar o estado em 1917, posteriormente servindo como ajudante de ordens e assistente do inspetor da 10ª Região Militar na Bahia. Comandou o Corpo de Bombeiros Militar do Estado do Rio de Janeiro (CBMERJ) no período compreendido entre 27 de outubro de 1930 a 15 de dezembro de 1930 sendo sucedido pelo Cel Aristarcho Pessoa Cavalcanti de Albuquerque, seu irmão.

## Primeira Guerra Mundial e Europa

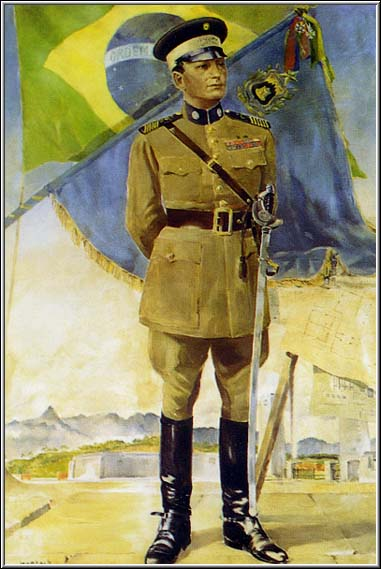
José Pessoa no início da carreira militar
Ilustração anterior à Primeira Guerra Mundial

Com a entrada do Brasil na Primeira Guerra Mundial, em outubro de 1917, foi enviado no ano seguinte à França como um dos membros da Missão Militar preparatória que o exército brasileiro enviou à Frente ocidental. Como oficial de cavalaria, em rápido estágio na Escola Militar de Saint-Cyr aprendeu os fundamentos sobre a adaptação desta Arma de Exército à então recente invenção, o tanque de guerra e das táticas, até então desenvolvidas, concernentes à sua utilização em campo de batalha.
Após este estágio, foi designado para o front como comandante de pelotão, no 4º regimento de Dragões, da 2ª divisão de cavalaria do exército francês. Regimento que havia sofrido pesadas perdas durante a ofensiva alemã de março-abril de 1918, e cujas unidades passavam, a exemplo de outras unidades da cavalaria francesa, a utilizar junto aos "antigos" e pesados Schneider e St. Chamond, os modernos e leves Renault FT, que teriam influência decisiva na série de contra-ofensivas aliadas, a partir de julho. Ofensivas estas, que o 4º regimento tomou parte ativamente.
Em sua passagem pelo front, Cavalcanti recebeu condecorações de franceses e belgas por bravura à frente de seus comandados, tendo sido promovido ao posto de capitão e comandante de esquadrão. Condecorações estas, que ele atribuía à extrema agressividade de seus homens, soldados da França colonial, que chegaram a lhe presentear com macabros colares feitos com orelhas dos soldados inimigos.
Ao final do conflito, vítima de febre tifoide foi internado num hospital de campanha, onde acabou se envolvendo pitorescamente com uma enfermeira inglesa da Cruz Vermelha, Blanche Mary Edward, que viria a se tornar sua esposa.

## Reformador e ideólogo
Em seu retorno ao Brasil em 1920, foi nomeado em comissão especial para acompanhar os reis da Bélgica, Alberto e Elisabeth. Pela sua experiência com carros de combate na Guerra Mundial participou da organização da primeira unidade de tanques do Exército Brasileiro, permanecendo no comando deste esquadrão até 1923, quando então foi promovido a major. Foi durante esta época que sua companhia de tanques foi a responsável por deter a marcha dos oficiais rebeldes em direção ao palácio do governo no episódio do Levante do Forte de Copacabana em 1922.
Apesar de, ou por ser de uma importante família políticos, José Pessoa era contrário ao envolvimento dos militares com a política:

A nossa maneira (dos militares) de fazer política tem sido a gênese de muitas infelicidades para o País. ...Ao assumir esse comando, reuni mestres e cadetes advertindo-os de que seria desaconselhável o trato de assuntos em desacordo com a disciplina militar, separando-me completamente dos políticos. ...Não se deve inferir daí que eu os condene. Absolutamente. ...Mas a política, para os políticos.

Ainda em 1930, foi nomeado ainda em novembro como novo diretor da Escola Militar do Realengo, o então órgão responsável pela formação dos oficiais de carreira do exército brasileiro. Exerceu esse cargo de 19 de novembro desse ano até 7 de agosto de 1934. Nesse período, foi o idealizador, patrono e fundador do órgão que viria a substituir a Escola situada no Realengo, a Academia Militar das Agulhas Negras, fundada em 1944, bem como dos novos símbolos do Exército: uniformes históricos, brasão, espadim e da criação do culto à figura de Caxias.
Tendo sido promovido em 1933 a general de brigada, enfrentou no ano seguinte um movimento de boicote dos cadetes do estabelecimento que comandava. Inconformado com a solução dada para o caso, demitiu-se do comando da escola, sendo nomeado em seguida inspetor e comandante do Distrito de Artilharia de Costa da 1ª Região Militar no Distrito Federal. Também foi o fundador do Centro de Instrução de Artilharia de Costa.

## Levante comunista e Estado Novo

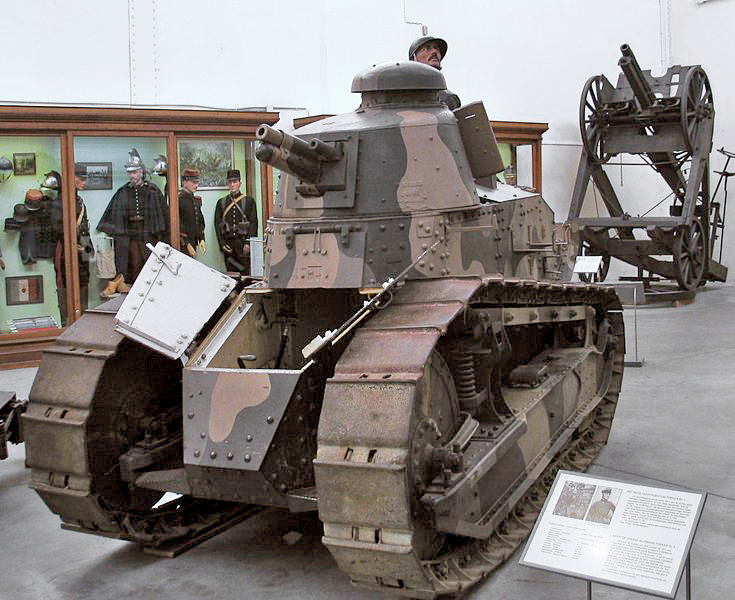
O leve Renault FT-17 foi o tanque mais eficiente da Primeira Guerra Mundial, e o primeiro a ser utilizado pelo Exército Brasileiro por influência direta de Cavalcanti, que o conhecia bem de sua experiência no fronte.

Em dezembro de 1935, no Rio de Janeiro, esteve presente à reunião dos generais convocada em razão do Levante Comunista ocorrido no mês anterior. Essa reunião tinha por finalidade o exame da situação do país após o levante, e a discussão sobre a extensão da legislação referente às leis repressivas existentes para punir os insurretos. Cavalcanti discordou da maioria dos presentes, considerando irrelevante a discussão das leis existentes ou de uma nova legislação para punir os crimes cometidos, uma vez que o assunto era da competência de juristas, e não dos generais do Exército.
Devido à posição contrária de Cavalcanti em relação à interferência dos militares na política, e a outros atritos com a corrente dominante que se encontrava no poder, o comando do exército não mostrou interesse em investir no desenvolvimento para aplicação também contra eventuais inimigos externos, na então moderna doutrina sobre a utilização de blindados na guerra, uma vez que o principal conhecedor e divulgador no Brasil era Cavalcanti (que a havia registrado em livro lançado em 1921, juntamente com sua experiência na Primeira Guerra), mesmo quando o país entrou na Segunda Guerra Mundial. Tal posição também o afastou paulatinamente do centro do poder militar durante o Estado Novo, durante o qual chegou a ficar detido disciplinarmente.
Sendo durante este período, relegado à funções menores em relação a este centro, promovido a general de divisão em maio de 1940, viajou em 1943 ao Paraguai como embaixador extraordinário à posse do presidente daquela nação. Eleito presidente do Clube Militar em maio de 1944, assumiu o cargo em junho e nele permaneceu até junho de 1946.

## Questões nacionais
Com o fim do Estado Novo, foi nomeado adido militar em Londres de 1946 a 1947. Entre 23 de julho de 1948 e 16 de setembro de 1949, comandou a Zona Militar Sul, em Porto Alegre.
Após passar à reserva em setembro de 1949, no posto de general de exército (sua promoção a marechal ocorreria apenas em janeiro de 1953), continuou participando ativamente da mobilização da opinião pública em favor de uma solução nacionalista para a questão do petróleo, participação que havia se iniciado ainda em 1948, durante a fundação do Centro de Estudos e Defesa do Petróleo e da Economia Nacional (CEDPEN), juntamente com Arthur Bernardes e os generais Estêvão Leitão de Carvalho e Júlio Caetano Horta Barbosa. Em torno do CEDPEN se articularam estudantes, jornalistas, militares, professores, entre outros. A Campanha do Petróleo como ficou conhecida, desembocaria no estabelecimento do monopólio estatal em 1953 e na consequente criação da Petrobras em 1954.

## Vera Cruz
Em outubro 1954, José Pessoa é chamado novamente pelo dever. Os 69 anos de idade não o impediram de aceitar o convite do presidente Café Filho, para presidir a Comissão de Localização da Nova Capital Federal, tema do qual era um permanente estudioso. Substituía o general Agnaldo Caiado de Castro, ex-chefe da Casa Militar do presidente Getúlio.
1 - ANTECEDENTES
A Lei 1803, de 5 de janeiro de 1953, assinada pelo presidente Getúlio Vargas, autorizava o Poder Executivo a "realizar estudos definitivos sobre a localização da nova Capital da República" e estabelece, em seu artigo 1°:
É o Poder Executivo autorizado a mandar proceder, corno achar conveniente, na região do Planalto Central, compreendida entre os paralelos sul 15° 30' e 17° e os meridianos a W. Gr. 46° 30' e 49° 30', aos estudos definitivos para a escolha da Nova Capital Federa que deverão ficar concluídos dentro de três anos.
Para atender a essa determinação legal, o Presidente, por meio do Decreto n° 32.976, de 8 de junho de 1953, criou a Comissão de Localização da Nova Capital Federal. O artigo 1º estabelecia: "Fica criada uma Comissão Especial para incumbir-se dos estudos definitivos destinados à escolha do sítio e da área da nova Capital, dentro do perímetro delimitado pela Lei n° 1.803, de 5 de janeiro de 1953 (...)".
O artigo 2°, mandava realizar, dentre outras tarefas, estudos definitivos sobre as condições do abastecimento de água e de energia elétrica, o reconhecimento do plano rodoferroviário que ligaria a futura Capital Federal a todos os estados, o estudo das vias de transporte necessárias à efetivação da mudança da Capital, o plano de desapropriação da área do Distrito Federal, o plano regional e o plano urbanístico da nova Capital.
É importante destacar que o artigo 5° desse Decreto estabelecia que "o exercício da função de presidente e de membro da Comissão Especial constitui serviço público relevante e será inteiramente gratuito [...]". Assim, não caberia aos integrantes da Comissão qualquer forma de remuneração.
Já sob o governo do presidente João Café Filho, em outubro de 1954 foi nomeado presidente da Comissão de Localização da Nova Capital Federal o Marechal José Pessoa Cavalcanti de Albuquerque.
Em sessão realizada no dia 9 de maio de 1955, portanto sete meses depois, a Comissão aprovou o trabalho que decidiu o local definitivo para a instalação da nova capital, conforme detalhadamente descrito em Ata assinada por seus membros. O chamado "sítio castanho'', escolhido dentre cinco designados por cores, é exatamente o local onde posteriormente seria construída a atual capital Brasília.
Sob a decisão, assim se manifestou Albuquerque:
O sítio escolhido está situado num extenso chapadão, circundado, a nordeste, pelos vales dos rios Torto e do córrego Bananal e, a sudeste, pelo Ribeirão do Gama e Riacho Fundo, delimitando ao centro, em altitude mais elevada, uma área de bela configuração topográfica, com cerca de 1.000 quilômetros quadrados. O terreno é de suave declividade, o que facilita o serviço de esgoto e abastecimento de água, pelo escoamento, por gravidade, das águas pluviais e residuais, jogadas nos mananciais acima citados, que vão desaguar a leste no volumoso Paranoá, que, a pouca distância além, deságua no rio São Bartolomeu, afluente do rio Corumbá, pertencentes à bacia do Prata.
1.1 A proposta de Vera Cruz
Segundo relato de Albuquerque, "assentada definitivamente a escolha do local da nova Capital, nos lançamos, por determinação superior, ainda, à conquista dos objetivos subsequentes, ou sejam, os de planejamento da nova Cidade".
Complementou mencionando que:
Cumprida assim a fase preliminar, de escolha do terreno, e preenchida, desse modo, a finalidade atribuída à Comissão de Localização da Nova Capital Federal, cumpria-nos passar à etapa seguinte o que intentamos propondo ao Governo um novo estatuto legal que objetivasse melhor as novas finalidades da Comissão e estabelecendo um programa de trabalhos para o exercício administrativo de 1956. A primeira parte foi cumprida com o Decreto n° 38.281, de 9 de dezembro de 1955, que transformou a Comissão de Localização da Nova Capital Federal em Comissão de Planejamento da Construção e da Mudança da Capital FederaJ.
De acordo com Schlee e Ficher:
Concluída a etapa de escolha do local da futura Capital, constituiu a Subcomissão de Planejamento Urbanístico, encarregada do seu projeto e composta, inicialmente, pelos "engenheiros" (sic) Raul Penna Firme, Afonso Eduardo Reidy, José de Oliveira Reis, Stelio de Moraes e Roberto Burle Marx. Destes, apenas Penna Firme e Oliveira Reis abraçaram de fato a incumbência; para completar a subcomissão foi convidado o arquiteto Roberto Lacombe. Dado que Le Corbusier já havia enviado correspondência à Comissão de Localização, "oferecendo-se para traçar o plano piloto da nova Capital", foi aventada "a indicação de um urbanista estrangeiro para a orientação geral", proposta da qual José Pessoa sempre discordou, entendendo que aquela "seria a primeira oportunidade para que os engenheiros brasileiros, que tanto têm contribuído para o progresso, o desenvolvimento e a beleza das nossas grandes cidades, realizassem, no setor do urbanismo, uma obra de grande envergadura". Seja como for, Penna Firme, Lacombe e Oliveira Reis elaboraram um estudo preliminar, cujo memorial e planta estão publicados no relatório final da Comissão de Localização, Nova Metrópole do Brasil. Datado de 1955 e descrito então como o ''Primeiro Plano-Piloto da Cidade-Capital'', trata-se de Vera Cruz (Fig I), nome sugerido pelo próprio Marechal José Pessoa.
Sobre o planejamento da nova capital, escreveu Albuquerque:
O erguimento de uma cidade moderna constitui sempre acontecimento extraordinário, que irá proporcionar a construção de utilíssimas e proveitosas estradas, o desenvolvimento agropecuário, a exploração de nossas riquezas, a formação de novos centros de cultura, além de exercer forte influência no desenvolvimento da região circunvizinha. O notável urbanista Armando de Godoy, que, com o seu colega Corrêa Lima, planejaram a cidade de Goiânia, referindo-se às novas cidades, disse: "Hoje, graças à evolução social e à circunstância de ter a humanidade entrado francamente na fase industrial, a cidade moderna é um centro de trabalho, uma grande escola em que se podem educar, desenvolver e apurar os principais elementos do espírito e do físico do homem e uma fonte de poderosas energias sem as quais os povos não progridem e não prosperam. É das cidades modernas que partem os vigorosos impulsos coletivos e é nelas que se faz a coordenação dos movimentos e das atividades de uma Nação".
Prossegue, afirmando que:
Agora, estamos em condições de prosseguir com segurança na obra ciclópica da construção da terceira METRÓPOLE DO BRASIL, o que, na realidade, significa a retomada da marcha para o Oeste, em que Vera Cruz será a vanguardeira desse irresistível avanço para o sertão, levando, assim, para aquelas paragens, a civilização e o progresso, numa contribuição inestimável à grandeza da Pátria.
A respeito do financiamento da construção da nova capital, ele relata:
Sobre os recursos para a construção da cidade, podemos adiantar que os estudos feitos a grosso modo nos deram resultados positivos, sem ônus para os cofres públicos, mediante a venda progressiva e valorização crescente dos terrenos desapropriados. É ao Governo que cabem os lucros fabulosos que resultarão da venda desses lotes, pois a valorização provém de atos do Governo e das importantes obras públicas que ali ele vai realizar. Entretanto, é preciso que o plano de venda desses terrenos seja cuidadosamente traçado, executado e entregue a pessoas idôneas.
No que tange ao nome da nova capital, comenta Albuquerque que "é fora de dúvida a necessidade de ordem moral e psicológica de ser batizado o sítio destinado a acolher a já lendária ideia da definitiva Capital do Brasil'. Em sua opinião, o nome deveria "rememorar uma personalidade histórica, um fato marcante da vida nacional, um destacado acidente geográfico, uma crença do nosso povo, um nome, enfim cuja força do seu conteúdo represente um estímulo e uma esperança, a confiança no futuro da Pátria".
Em complemento a esses comentários, ele lembra que Pedro Alvarez Cabral, ao se aproximar de terra, em 22 de abril de 1500, julgando que se tratasse de uma ilha, denominou-a Ilha de Vera Cruz. Esse primitivo nome, "selou um momento histórico que unia os povos brasileiro e português sob a égide da Cruz".
Finaliza seus argumentos solicitando ao então presidente da República, João Café Filho: "Pelo exposto é que, como brasileiro e Presidente da Comissão de Localização da Nova Capital Federal, tenho a honra de, com a devida vênia, sugerir a Vossa Excelência o nome de Vera Cruz para o batismo da futura Capital Federal do Brasil".
Em 31 dejaneiro de 1956,tomou posse na presidência da República o Dr. Juscelino Kubitschek de Oliveira que, quando candidato, em abril de 1955, em comício realizado em Jataí, Goiás, havia se comprometido a transferir a capital para o Planalto Central do País. Às trinta metas estabelecidas para seu plano de governo decidira incluir a construção da nova capital, que passou a denominar "Meta-Síntese".
Cabe ressaltar que, em 17 de novembro de 1954, o Marechal José Pessoa havia enviado ofício ao então governador do estado de Minas Gerais, Juscelino Kubitschek, solicitando sua cooperação para que fossem executadas as obras de ligação ferroviária daquele estado com o Planalto Central. Um trecho da carta explicava:
O grande tema exige, para a sua solução, que, primeiramente, seja ligado o Planalto Central ao litoral do Oceano Atlântico, e isso está dependendo primeiramente do citado trecho ferroviário. Quem lançar o olhar para o mapa geográfico notará a importância desse trecho ferroviário, em bitola larga até Belo Horizonte, a fim de servir à futura Capital, o qual com o tronco ferroviário paulista-goiano, em tráfego, e a rodovia BR-14, de futuro asfaltada, todas pertencentes ao Plano de Viação Nacional, se encarregarão da tarefa propriamente dita da construção e mudança da nova cidade.
Sabe-se, também, que, no dia 05/02/1956, o presidente Kubitschek convocou o Marechal José Pessoa para inteirar-se do que já existia sobre a mudança da capital e quais as providências iniciais para efetivar o preceito constitucional. Esse contato mostra que o Presidente tanto acompanhava o desenvolvimento dos trabalhos da Comissão chefiada pelo Marechal como teve acesso às informações sobre Vera Cruz.
Câmara corrobora essa afirmação ao comentar, "Ao deixar a presidência da Comissão, José Pessoa entregou ao presidente JK o relatório completo, com a descrição de todas as atividades e o detalhamento de sua proposta de uma capital federal chamada Vera Cruz".
Embora sendo conhecedor do plano de Vera Cruz, segundo Schlee e Ficher "[...] o certo é que em junho de 1956 Kubitschek já havia se decidido pela realização de um concurso para escolha do 'plano piloto' da cidade e encarregado Ernesto Silva, à altura já empossado presidente da Comissão de Planejamento, de sua organização''
O nome Vera Cruz deixou de ser cogitado. Brasília, que havia sido sugerido pelo estadista brasileiro José Bonifácio de Andrade Silva, em 1823, foi ratificado pelo Congresso Nacional por meio do Artigo 33 da Lei 2.874 de 19 de setembro de 1956.
Cláudio Queiroz, Professor de Arquitetura da Universidade de Brasília, declarou:
O Marechal José Pessoa é um dos Tiradentes da História de Brasília. É uma dessas pessoas que, sem ele, talvez o processo tivesse sido cortado e postergado a um outro momento, porque ele desempenhou um período fundamental da implantação da nova capital e da perspectiva de realização efetiva, quero dizer, de tornar real.
Schlee e Ficher comentam o afastamento do Marechal, "ao que parece porque não aceitava a intromissão de amigos do Presidente da República em questões relativas à transferência da Capital e discordava da ideia de se criar uma companhia estatal encarregada da construção, a qual viria a ser a Novacap".
2. CONSIDERAÇÕES SOBRE O PLANO DE VERA CRUZ
2.1 Fatores condicionantes
Em seu relatório, comenta Albuquerque:
O problema de selecionar um sítio para uma nova cidade é o de situá-lo em uma posição tal que a referida cidade preencha inteiramente sua função. Esta cidade brasileira terá de preencher uma finalidade toda especial, qual seja, de um centro governamental. Ela não é influenciada pelo comércio interior ou exterior ou pela indústria, como outros tipos de cidades.
Com respeito ao posicionamento da cidade no sítio escolhido, assim se manifestou:
Excluídos fatores políticos e condições geográficas de caráter muito amplo, não há qualquer outro fator dominante que obrigue a cidade a ser localizada numa determinada posição.[ ...]. Por essa razão, não será necessário expor a cidade a inundações simplesmente para tê-la próxima a um rio, nem localizá-la em um terreno rochoso, escarpado, quando seja possível localizá-la adequadamente, de tal forma que ela tenha acesso ao transporte, tenha clima agradável e não seja molestada com problemas tais como o de remover serras rochosas simplesmente para permitir-lhe a expansão.
Sobre os aspectos geológicos, alerta Albuquerque que "uma das falhas mais comuns na localização de uma cidade, no passado, foi o fato de não terem sido levadas em consideração as condições geológicas". Cita como exemplo cidades "que pagaram, no passado, e estão pagando, ainda, um alto tributo às péssimas condições geológicas de seus subsolos". Dentre essas, menciona Amsterdam, Cidade do México, Bangkok, Istambul, Boston e Chicago que, segundo sua interpretação, "apoiam-se em solos úmidos e moles, enquanto a rocha firme necessária para grandes fundações situa-se a grande profundidade".
Para evitar os problemas geológicos mencionados, explica Albuquerque que ao designar os cinco sítios considerados adequados para a instalação da futura capital, a empresa que realizou os estudos aerofotogramétricos, Donald J. Belcher & Ass. Inc., alcançou esse ideal em cada caso, mas, em diferentes graus. Houve, também, o cuidado de, especificamente, "certificar-se de que a escavação ordinária para utilidades seria feita em solo, evitando as dispendiosas escavações em rocha".
Reforçando sua preocupação com o posicionamento da cidade, comentou:
É oportuno esclarecer que a nova Metrópole não deveria ficar às margens de um rio navegável ou ao lado de uma fonte de matérias-primas, por não se tratar de erguer uma cidade industrial ou comercial, mas tão somente uma cidade governamental de 500 mil habitantes, que proporcione ao Governo tranquilidade para meditar e administrar com acerto a Nação.
Amplia sua análise afirmando que:
É questão pacífica considerar a mudança da Capital um problema de Geopolítica (aceitemos a expressão) e, assim, nos seja permitido fazer algumas considerações sobre seu aspecto militar, pois, implicitamente, há também na mudança o problema da segurança, ainda mesmo que em face do progresso da ciência bélica. Se a escolha cuidadosa da localização do sítio da futura Capital obedeceu a uma situação local, topográfica, satisfazendo os dados técnicos necessários, tais como: solo, subsolo, clima, a escolha de sua posição com esmero equivalente teve significado amplo, transcendente, pois é uma questão de política e de estratégia.
Em suas conjecturas, imaginava Albuquerque: "Se Minas Gerais construiu a sua Capital, se o pequeno Goiás levantou também a sua, por que o Brasil não poderá, em sítio saudável, seguro e tranquilo, erguer a metrópole da unidade nacional?"
2.2 O Plano de Vera Cruz
Sob o título "Memorial do Estudo Preliminar para a Cidade de Vera Cruz, Futura Capital do Brasil", assinado pelos arquitetos Raul Penna Firme, Roberto Lacombe e José Oliveira Reis, foi apresentado o plano que Albuquerque chamou de "considerações resumidas sobre a ideia e o partido urbanístico do nosso trabalho".
Abaixo são apresentados alguns dos elementos julgados mais importantes da descrição do plano de Vera Cruz:
Uma avenida monumental, denominada como referência Avenida da Independência, medindo 5 quilômetros de extensão por 120 metros de largura, emoldurada de faixas verdes e edifícios de grande porte arquitetônico, estende se desde o parque grandioso do conjunto dos edifícios do governo centralizado pelo palácio do Congresso, situado no ponto focal mais elevado do sitio (1.172m) até uma grande praça de circulação, tendo ao centro o edifício do Panteão Nacional.
No sentido transversal a essa avenida, próximo ao conjunto do governo, cruza uma outra avenida similar, denominada, como referência, avenida dos Bandeirantes, que liga a praça do conjunto das gares das estações rodoferroviárias situadas ao norte à grande praça central da cidade, onde se acham o centro comercial e o centro cívico (coração da cidade). Notam-se aí a catedral os teatros, os cinemas, os cafés e restaurantes e o edifício da Prefeitura.
Desta praça bifurcam-se duas amplas avenidas, uma em direção à confluência do Rio Paranoá e outra em direção ao sítio onde se localizarão as unidades militares e, um terceiro, os campos de pouso suplementares da cidade.
No Relatório do Plano Piloto de Brasília, em seu item 1, lê-se: "Nasceu do gesto primário de quem assinala um lugar ou dele toma posse: dois eixos cruzando-se em ângulo reto, ou seja, o próprio sinal da cruz". Pode-se observar que em Vera Cruz as avenidas Independência e Bandeirantes também seriam perpendiculares e fariam o mesmo papel de principais artérias da cidade. Cabe mencionar, também, que o adjetivo Monumental, que em Vera Cruz qualifica a avenida da Independência, seria usado em Brasilia para denominar seu eixo Leste-Oeste (Eixo Monumental), mesmo sentido ocupado em Vera Cruz.
Sobre a criação do Lago Paranoá, assim registra o plano de Vera Cruz:
Projetou-se uma barragem a jusante daquele rio, que o transforma num lago ornamental destinado aos esportes náuticos, limitado pelas margens dos Bananal e Gama (sic), transformada em pedra artificial coberta de buritizais numa extensão aproximada de dez quilômetros, obtendo-se este motivo paisagístico de encantadora apreciação, que forma com os parques naturais a serem protegidos uma agradável atração para a cidade.
No promontório ribeirinho, nas margens internas dos três rios, é localizado o conjunto dos parques mais importantes da cidade. Situam-se também a universidade, as praças de esporte, os Jardins Zoológico e Botânico.
Antônio Menezes Júnior, Marta Sinoti e Regina Saraiva, em Olhares sobre o Lago Paranoá (2001), esclarecem que Vera Cruz traz "'os primeiros registros oficiais que apontam para a criação do lago, para compor a paisagem da nova capital".
O plano de Vera Cruz estabelece ainda:
Localizamos a área industrial, pequenas indústrias, restringida às proporções da cidade, em conexão com os transportes, isto é, com as estações terminais de estrada de ferro do lado leste do sitio.
Quanto à essência do seu valor urbanístico, a avenida Independência constitui a espinha dorsal do partido dominante da metrópole. De ambos os lados desta avenida circulam duas artérias de tráfego de 60m de largura, ligadas à rede geral das avenidas para seu descongestionamento; contribuindo, assim, para a eventual serenidade e imponência daquela grande avenida nas festas cívicas promovidas pelo governo.
A ideia das quadras também foi levantada no plano de Vera Cruz:
Os espaços residenciais são constituídos de grandes quadras de um quilômetro quadrado de superfície, aproximadamente, subdivididos em loteamentos especiais, servidos por uma rede de circulação ao abrigo do tráfego intensivo, reservando-se espaços livres para escolas, jardins, recreação e pequeno comércio (unités de voisinage). Cada quadra corresponde a oitocentos lotes (5.000 habitantes).
Haverá quadras desta dimensão destinadas aos funcionários do governo, às embaixadas estrangeiras e outras organizações coletivas, cujas edificações não obedecerão ao regime dos lotes individuais; as edificações serão projetadas em blocos, formando unidades harmônicas e condomínio, o que permitirá maior reserva de espaços livres para parques e jardins, que funcionarão como servidão junto aos edifícios de utilidade comum, como sejam: escolas, igrejas, edifícios comerciais, etc. Procurou-se, tanto quanto possível, a localização dos edifícios com as maiores fachadas para o nascente e para o poente, a fim de se aproveitar melhor os benefícios da insolação.
É interessante verificar, também, que a denominação "cidade satélite", ainda hoje utilizada para qualificar a periferia de Brasília, já fora utilizada no plano de Vera Cruz:
A topografia do terreno só permite a expansão da cidade desembaraçadamente para oeste e para o leste, devendo ser evitada por leis restritivas a sua transformação em megalópoles. A propagação de cidades satélites nas adjacências das grandes vias de tráfego serão núcleos futuros e evidentes de formação inevitáveis.
Outras semelhanças, em maior ou menor grau, poderiam ser apresentadas, especialmente quando se compara os esboços das duas cidades, como é o caso das ''tesourinhas", anéis rodoviários utilizados para evitar cruzamentos de veículos, cuja presença é facilmente observável no desenho de Vera Cruz.
Em termos de complexidade, o plano de Vera Cruz contemplou aspectos de infraestrutura que não foram sequer cogitados no plano piloto de Brasília. Os componentes logísticos transporte, abastecimento e serviços estiveram a cargo de uma das diversas e específicas subcomissões da Comissão de Planejamento da Construção e da Mudança da Capital Federal, que elaboraram planos detalhados para: esquema de água e esgoto; provimento e suprimento de energia elétrica; utilização dos recursos hidráulicos nas vizinhanças da nova capital; financiamento dos terrenos; comunicações; ligações rodoviárias e ferroviárias com os estados da União; estabelecimento de unidades militares; e colonização, dentre outros.
Segundo Schlee e Ficher:
As Comissões de Localização e de Planejamento deixaram muito serviço feito, como um plano de viação para o país e um plano de energia elétrica para a região, além de terem produzido as informações básicas necessárias para se construir uma cidade do porte de uma Capital, tais como material cartográfico e topográfico, chegando até ao detalhe de um estudo de coletores de esgotos.
3 – CONCLUSÃO
A participação de José Pessoa teve dois méritos a serem devidamente reconhecidos. O primeiro, foi de ir além da escolha do local liderando sua equipe no projeto completo de uma nova capital federal – Vera Cruz. O segundo, de iniciativa própria, foi procurar o governo de Goiás para solicitar a desapropriação das terras que abrigariam mais tarde o Distrito Federal, pois, sabia, seria passo fundamental para permitir que a capital se tornasse realidade. Sem essas duas iniciativas JK provavelmente não teria tido êxito em construir Brasília no curto prazo de que dispunha.
O resgate dessa parte importante da história de Brasília e do Brasil, não pretende empalidecer o valor dos principais atores desse processo que resultou na construção de Brasília. Muito ao revés. O presidente Juscelino Kubistchek tomou a decisão, àquela altura muito corajosa, de construir uma nova capital em meio ao ermo, correndo grande risco político.
O Dr. Lúcio Costa, um notável urbanista, sempre terá assegurado seu lugar na história, por apresentar o plano piloto e participar da epopeia da construção da nova capital. Sem contudo, tê-la inventado.
Assim que o relatório da comissão foi aprovado e antes de se pensar em concurso público, como ja foi mencionado anteriormente, o arquiteto franco-suíço Le Corbusier se ofereceu para projetar a nova capital. A reação de Pessoa foi nacionalista:
“Discordamos da ideia por conhecermos a comprovada autoridade dos técnicos brasileiros, bastante capazes de assumirem a responsabilidade da execução dos trabalhos de planejamento da nova capital. Seria mesmo a primeira oportunidade para que os engenheiros brasileiros, que tanto tem contribuído para o progresso, o desenvolvimento e a beleza das nossas grandes cidades, realizassem, no setor de urbanismo, uma obra de grande envergadura”
Essa manifestação de Pessoa, pode ter contribuído para propiciar o protagonismo de Oscar Niemeyer e Lucio Costa verificados mais tarde. Ironicamente, ainda assim, Vera Cruz jamais foi mencionada por eles.

## Obras
- "Os Tanks na Guerra Europeia". Rio de Janeiro; Albuquerque & Neves, 1921
- "Diário de minha vida". Autobiografia, Rio, 1949
- Nova Metrópole do Brasil. Imprensa do Exército. Rio de Janeiro. 1958.